# La Faloise
La Faloise is een gemeente in het Franse departement Somme (regio Hauts-de-France) en telt 210 inwoners (1999). De plaats maakt deel uit van het arrondissement Montdidier.

## Geografie
De oppervlakte van La Faloise bedraagt 9,5 km², de bevolkingsdichtheid is 22,1 inwoners per km².

## Verkeer en vervoer
In de gemeente ligt spoorwegstation La Faloise.
De onderstaande kaart toont de ligging van La Faloise met de belangrijkste infrastructuur en aangrenzende gemeenten.

## Demografie
Onderstaande figuur toont het verloop van het inwonertal (bron: INSEE-tellingen).